# WTA German Open 1995
ПТА German Open 1995 — жіночий тенісний турнір, що проходив на відкритих кортах з ґрунтовим покриттям Rot-Weiss Tennis Club у Берліні Німеччина. Належав до турнірів 1-ї категорії в рамках Туру WTA 1995. Тривав з 15 до 21 травня 1995 року. Аранча Санчес Вікаріо здобула титул в одиночному розряді.

## Фінальна частина

### Одиночний розряд
Аранча Санчес Вікаріо —  Магдалена Малеєва 6–4, 6–1
- Для Санчес Вікаріо це був 5-й титул за сезон і 62-й - за кар'єру.

### Парний розряд
Аманда Кетцер /  Інес Горрочатегі —  Габріела Сабатіні /  Лариса Савченко 4–6, 7–6, 6–2
- Для Кетцер це був 2-й титул за сезон і 8-й — за кар'єру. Для Горрочатегі це був 2-й титул за сезон і 6-й — за кар'єру.

## Розподіл призових грошей
| Дисципліна       | П        | Ф       | ПФ      | ЧФ      | 1/8    | 1/16   | 1/32   |
| Одиночний розряд | $148,500 | $59,500 | $29,050 | $14,590 | $7,520 | $4,005 | $2,175 |